# كريبانط ملكي
كريبانط ملكي (الاسم العلمي:Cryptanthus regius) هو نوع من النباتات يتبع جنس الكريبانط من الفصيلة البروميلية.